# Anacroneuria quilla
Anacroneuria quilla är en bäcksländeart som beskrevs av Bill P.Stark och Maria del Carmen Zúñiga 1999. Anacroneuria quilla ingår i släktet Anacroneuria och familjen jättebäcksländor. Inga underarter finns listade i Catalogue of Life.